# Federazione di baseball e softball del Ghana
La Federazione ghanese di baseball e softball (eng. Ghana Baseball and Softball Association) è un'organizzazione fondata nel 1992 per governare la pratica del baseball e del softball in Ghana.
Organizza il campionato maschile e di softball femminile, e pone sotto la propria egida la nazionale maschile e di softball femminile.